# Liste d'œuvres d'art public dans l'Ardèche
Cet article vise à recenser les œuvres d'art dans l'espace public situées dans le département de l'Ardèche, en France.

## Liste
Les œuvres sont classées par ordre alphabétique de communes et, au sein de celles-ci, par ordre chronologique d'installation, dans la mesure des informations disponibles.

### Sculptures
| Œuvre                                      | Auteur                            | Commune                    | Localisation                                      | Notes | Installation | Coordonnées                      | Illustration                                                                       |
| ------------------------------------------ | --------------------------------- | -------------------------- | ------------------------------------------------- | --- | ------------ | -------------------------------- | ---------------------------------------------------------------------------------- |
| Statue des frères Montgolfier,             | Henri-Louis Cordier               | Annonay                    | Sur la place du 19 mars 1962                      | Représente les frères Montgolfier. | 1883         | 45° 14′ 22″ nord, 4° 39′ 58″ est | Statue des frères Montgolfier                                                      |
| Statue de Marc Seguin                      | François Clémencin                | Annonay                    | Sur la place de la Liberté                        | Représente Marc Seguin. L'originale en bronze de 1923 est fondue en 1942, dans le cadre de la mobilisation des métaux non ferreux.                                                                                        | 1947         | à géolocaliser                   | Statue de Marc Seguin« Monument à Marc Seguin à Annonay », sur À nos grands hommes |
| Statue de Jeanne d'Arc                     | À déterminer                      | Arlebosc                   | À déterminer                                      | Représente Jeanne d'Arc. | À déterminer | à géolocaliser                   | Statue de Jeanne d'Arc                                                             |
| Buste de Jean Mathon                       | Fortuné Imbert                    | Aubenas                    | Boulevard de Vernon                               | | 1902         | 44° 37′ 12″ nord, 4° 23′ 15″ est | Image manquante                                                                    |
| Fil rouge                                  | Cécile Daladier                   | Bourg-Saint-Andéol         | La Cascade, Maison des arts du cirque et du clown | | À déterminer | 44° 22′ 11″ nord, 4° 38′ 35″ est | Image manquante                                                                    |
| Statue de Noël-Joseph Madier de Montjau,   | À déterminer                      | Bourg-Saint-Andéol         | Sur la place de la Concorde                       | Représente Noël-Joseph Madier de Montjau. L'originale réalisée en bronze par Félix Charpentier, inaugurée le 16 octobre 1899 est fondue sous le régime de Vichy, dans le cadre de la mobilisation des métaux non ferreux. | À déterminer | 44° 22′ 08″ nord, 4° 38′ 49″ est | Statue de Noël-Joseph Madier de Montjau                                            |
| Sans titre                                 | Jean-Pierre Bertrand              | Bourg-Saint-Andéol         | Église Saint-Andéol                               | | À déterminer | 44° 22′ 16″ nord, 4° 38′ 47″ est | Image manquante                                                                    |
| Statue de Saint Régis                      | À déterminer                      | Lachamp-Raphaël            | À déterminer                                      | Représente Jean-François Régis. | À déterminer | 44° 48′ 35″ nord, 4° 17′ 26″ est | Statue de Saint Régis                                                              |
| Buste de Charles-André Seignobos,          | Ernest Henri Dubois               | Lamastre                   | Sur la place Charles Seignobos                    | Représente Charles-André Seignobos. | 1901         | 44° 59′ 07″ nord, 4° 34′ 47″ est | Buste de Charles Seignobos                                                         |
| Statue de Jeanne d'Arc                     | À déterminer                      | Monestier                  | À déterminer                                      | Représente Jeanne d'Arc. | 1909         | 45° 11′ 53″ nord, 4° 31′ 55″ est | Image manquante                                                                    |
| Statue de Jeanne d'Arc                     | À déterminer                      | Saint-André-en-Vivarais    | À déterminer                                      | Représente Jeanne d'Arc. | À déterminer | à géolocaliser                   | Statue de Jeanne d'Arc                                                             |
| Statue du général Antoine-Guillaume Rampon | Joachim Rampon                    | Saint-Fortunat-sur-Eyrieux | À déterminer                                      | Représente Antoine-Guillaume Rampon. | À déterminer | à géolocaliser                   | Statue du général Antoine-Guillaume Rampon                                         |
| Statue de Jeanne d'Arc                     | À déterminer                      | Saint-Jeure-d'Ay           | À déterminer                                      | Représente Jeanne d'Arc. | À déterminer | à géolocaliser                   | Statue de Jeanne d'Arc                                                             |
| La Chèvre et L'Enfant                      | Pierre-Louis Chipon               | Saint-Étienne-de-Boulogne  | Col de l'Escrinet                                 | | À déterminer | 44° 42′ 55″ nord, 4° 29′ 13″ est | La Chèvre et L'Enfant                                                              |
| Buste de Marcel-François Astier            | Florentin Chauvet, Fortuné Imbert | Le Teil                    | Impasse Astier                                    | Représente Marcel-François Astier. | 1924         | 44° 33′ 05″ nord, 4° 40′ 57″ est | Image manquante                                                                    |
| Statue de Marc Seguin                      | Antoine Sartorio                  | Tournon-sur-Rhône          | Sur la place Marc Seguin, quai Farconnet          | Représente Marc Seguin. L'originale réalisée en bronze par Adolphe Maubach, inaugurée le 11 octobre 1936 est fondue sous le régime de Vichy, dans le cadre de la mobilisation des métaux non ferreux.                     | 1947         | 45° 04′ 16″ nord, 4° 49′ 44″ est | Statue de Marc Seguin                                                              |
| François de Tournon                        | Antoine Sartorio                  | Tournon-sur-Rhône          | Sur la place Stéphane Mallarmé, devant le lycée   | Représente François de Tournon. | 1924         | 45° 04′ 02″ nord, 4° 50′ 04″ est | Image manquante                                                                    |
| Statue de Louis Léopold Ollier             | Jean Boucher                      | Les Vans                   | À déterminer                                      | Représente Louis Léopold Ollier. | À déterminer | 44° 24′ 19″ nord, 4° 07′ 49″ est | Statue de Louis Léopold Ollier                                                     |
| Statue d'Olivier de Serres                 | Pierre Hébert                     | Villeneuve-de-Berg         | À déterminer                                      | Représente Olivier de Serres. | 1858         | 44° 33′ 29″ nord, 4° 30′ 08″ est | Statue d'Olivier de Serres                                                         |
| Charles de Foucauld                        | À déterminer                      | Viviers                    | Rue de la République                              | Représente Charles de Foucauld. | À déterminer | 44° 29′ 01″ nord, 4° 41′ 15″ est | Image manquante                                                                    |
| Buste de la République                     | À déterminer                      | Viviers                    | Sur la place de la République                     | | 1957         | 44° 28′ 59″ nord, 4° 41′ 21″ est | Image manquante                                                                    |

### Fontaines
| Œuvre                         | Auteur           | Commune            | Localisation                  | Notes | Installation | Coordonnées                      | Illustration          |
| ----------------------------- | ---------------- | ------------------ | ----------------------------- | ----- | ------------ | -------------------------------- | --------------------- |
| Fontaine Saint-Michel         | À déterminer     | Bourg-Saint-Andéol | Sur la place Saint-Michel     |       | À déterminer | 44° 22′ 22″ nord, 4° 38′ 48″ est | Fontaine Saint-Michel |
| Fontaine de Diane Chasseresse | À déterminer     | Bourg-Saint-Andéol | Sur la place Rigaud           |       | À déterminer | 44° 22′ 16″ nord, 4° 38′ 45″ est | Image manquante       |
| Fontaine de Dona Vierna       | À déterminer     | Bourg-Saint-Andéol | Sur la place du Champ-de-Mars |       | À déterminer | 44° 22′ 18″ nord, 4° 38′ 37″ est | Image manquante       |
| Fontaine Jeanne d'Arc         | Adolphe Roberton | Quintenas          | À déterminer                  |       | À déterminer | 45° 11′ 21″ nord, 4° 41′ 14″ est | Fontaine Jeanne d'Arc |
| Fontaine Jeanne d'Arc         | À déterminer     | Saint-Jeure-d'Ay   | À déterminer                  |       | À déterminer | 45° 08′ 47″ nord, 4° 42′ 23″ est | Image manquante       |

### Œuvres disparues ou retirées
| Œuvre | Auteur | Commune | Localisation | Notes | Installation | Coordonnées | Illustration |
| ----- | ------ | ------- | ------------ | ----- | ------------ | ----------- | ------------ |